# Ostoros
Ostoros är en ort i Ungern.   Den ligger i provinsen Heves, i den centrala delen av landet, 110 km öster om huvudstaden Budapest. Ostoros ligger 158 meter över havet och antalet invånare är 2 362.
Terrängen runt Ostoros är huvudsakligen platt, men norrut är den kuperad. Runt Ostoros är det ganska tätbefolkat, med 116 invånare per kvadratkilometer. Närmaste större samhälle är Eger, 6,0 km nordväst om Ostoros. Trakten runt Ostoros består till största delen av jordbruksmark.